# Hípon de Régio
Hípon de Régio (língua grega: Ἵππων, Hippon; fl. século V a.C.) foi um filósofo grego pré-socráticos.
É descrito como sendo natural de vários lugares como Régio da Calábria, Metaponto, Samos, e Crotone, sendo possível que houvesse mais que um filósofo com o mesmo nome.
Apesar de ser um filósofo natural, Aristóteles recusou colocá-lo entre os outros grandes filósofos pré-socráticos "devido à insignificância do seu pensamento." Numa certa altura Hípon foi acusado de ateísmo, mas porque as suas obras não sobreviveram, não se pode ter certeza da razão. Foi acusado de impiedade pelo poeta cómico Crátinos de Atenas na sua obra Panoptae.
De acordo com Hipólito de Roma, Hípon afirmava que a água e o fogo eram os elementos primordiais, sendo que o fogo se originava da água. Simplício da Cilícia também afirmava que Hípon pensava que a água era o princípio de todas as coisas. A maioria dos escritos sobre a sua filosofia sugerem que era interesado em questões biológicas. Ele pensava que há um nível apropriado de humidade em todos os seres vivos, e que as doenças são provocadas quando existe um desequilíbrio na humidade. Também via a alma como se elevando da mente e da água. Um escólio medieval sobre As Nuvens de Aristófanes, atribui a Hípon a visão de que os céus eram como um domo de um forno (πνιγεύς) cobrindo a Terra.